# المجادبة (تاوزينت)
المجادبة هو دُوَّار يقع بجماعة توزينت، إقليم قلعة السراغنة، جهة مراكش آسفي في المملكة المغربية. ينتمي الدوّار لمشيخة تاوزينت التي تضم 9 دواوير. يقدر عدد سكانه بـ 624 نسمة حسب الإحصاء الرسمي للسكان والسكنى لسنة 2004.

## روابط خارجية
- البوابة الوطنية للجماعات الترابية
- المندوبية السامية للتخطيط